# Fremantle

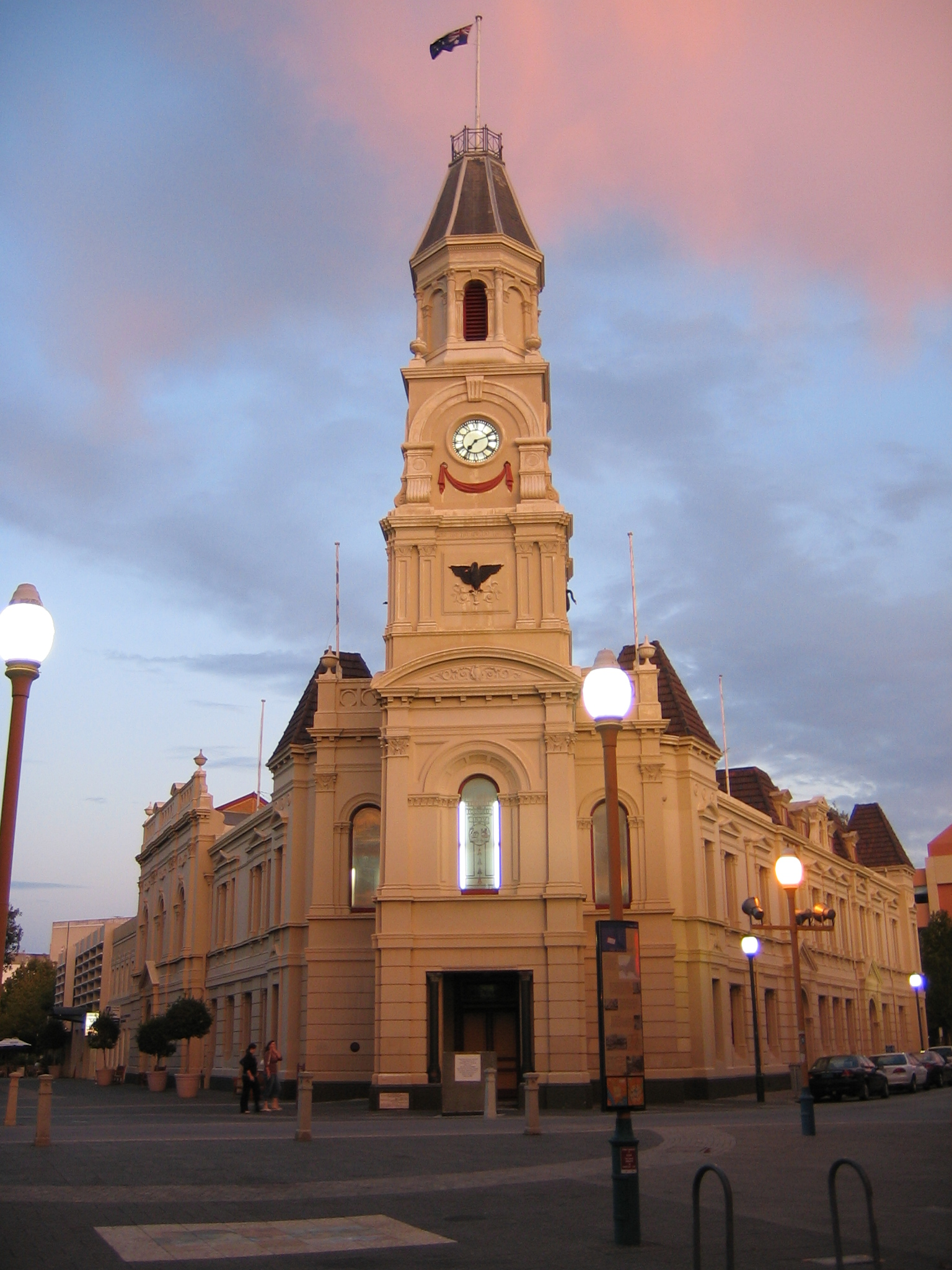
Prefeitura de Fremantle.

Fremantle é uma cidade australiana na região metropolitana de Perth, estado da Austrália Ocidental. Localiza-se a 19 km ao sudoeste do centro financeiro de Perth. Foi declarada cidade em 1929 e sua população aproximada é de 25 mil habitantes. O nome da cidade vem de  Charles Howe Fremantle.